# Мит-Абу-эль-Кум
Мит-Абу-эль-Кум - египетская деревня в дельте Нила. Здесь в 1918 году родился президент страны Анвар Садат, и теперь в его доме располагается музей.